# Evil Live (Lynch Mob)
Evil Live è un album dal vivo del gruppo musicale statunitense Lynch Mob, pubblicato nel marzo del 2003 dalla Sacred Groove Records.
Si tratta della registrazione di un concerto durante il tour seguito all'album Lynch Mob nel 1992.

## Tracce
1. River of Love – 4:46
2. Wicked Sensation – 6:02
3. I Want It – 4:45
4. Cold Is the Heart – 5:27
5. She's Evil But She's Mine – 5:36
6. Dance of the Dogs – 4:01
7. Jungle of Love – 3:50
8. The Secret – 4:49
9. All I Want – 5:16
10. No Good – 5:40
11. Dream Until Tomorrow – 7:45
12. Tangled in the Web – 4:31
13. Street Fighting Man – 6:08
14. Tie Your Mother Down (cover dei Queen) – 4:33

## Formazione
- Robert Mason – voce
- George Lynch – chitarra
- Anthony Esposito – basso
- Mick Brown – batteria, cori